# Virginia Slims of Dallas 1987
Il Virginia Slims of Dallas 1987 è stato un torneo di tennis giocato sul sintetico indoor. È stata la 17ª edizione del torneo, che fa parte del Virginia Slims World Championship Series 1987. Si è giocato al Moody Coliseum di Dallas negli USA dal 16 al 22 marzo 1987.

## Campionesse

### Singolare
Chris Evert-Lloyd ha battuto in finale  Pam Shriver con il punteggio di 6–1, 6–3

### Doppio
Mary Lou Daniels /  Anne White hanno battuto in finale  Elise Burgin /  Robin White con il punteggio di 7–5, 6–3